# Miers Longstreth
Miers Fisher Longstreth (15 de marzo de 1819 - 27 de diciembre de 1891) fue un comerciante, médico y astrónomo estadounidense, más conocido como miembro fundador de la Academia Nacional de Ciencias .

## Biografía
Longstreth nació en Filadelfia y recibió su educación secundaria en la Academia Clermont (se graduó en 1833), luego en la Academia Clásica de ML Hurlburt. Dejó la escuela para trabajar en una ferretería, convirtiéndose en miembro de pleno derecho de la empresa en 1840. Sin embargo, ya en 1837 asistía a conferencias en la Facultad de Farmacia de la Universidad de Pensilvania. En 1856 completó un título de médico en el Departamento Médico de la universidad.
Por casualidad, se estableció una nueva Friends School junto a su casa. La escuela tenía un observatorio astronómico, que el Dr. Longstreth fue invitado a utilizar. Pronto llegó a poseer un telescopio de apertura de 12 cm, un instrumento de tránsito y un reloj astronómico. Con estos instrumentos, descubrió una discrepancia en las fórmulas entonces aceptadas para la posición de la Luna y las mejoró como "Fórmula lunar de Longstreth", llamada así por Benjamin Peirce y puesta en uso inmediatamente en el Almanaque Náutico Americano.
Longstreth fue elegido miembro de la Sociedad Filosófica Americana en 1848, y fue miembro fundador de la Academia Nacional de Ciencias en 1863.